# Astronautalis
Astronautalis, né Charles Andrew Bothwell  le 13 décembre 1981, est un rappeur américain.

## Biographie
Après s'être popularisé localement à Jacksonvill, en Floride, et en compétition avec Scribble Jam, Astronautalis auto-publie son premier album, You and Yer Good Ideas, en 2003. Il signe finalement avec le label Fighting Records et son premier album est réédité en 2005, suivi de son deuxième album, The Mighty Ocean and Nine Dark Theaters, en 2006. Il publie son troisième album, Pomegranate, au label Eyeball Records en 2008. En hiver 2009, il se lance en tournée aux côtés du groupe de rock indépendant canadien Tegan and Sara en Europe, et les soutient encore en 2010 en Australie. Son quatrième album, This Is Our Science, est publié au label Fake Four Inc. en 2011.
Il est descendant de James Hepburn, 4th Earl of Bothwell, ce qui explique ses paroles qui se basent sur des faits historiques.

## Discographie

### Albums studio
- 2003 : You and Yer Good Ideas
- 2004 : The Young Capitalist's Starter Kit
- 2006 : The Mighty Ocean and Nine Dark Theaters
- 2008 : Pomegranate
- 2011 : This Is Our Science
- 2016 : Cut the Body Loose

### EPs
- 2002 : Texas Kinda Rhymes With Sexist
- 2006 : A Round Trip Ticket to China
- 2006 : Dang! Seven Freestyles in Seven Days
- 2007 : Split EP (avec Babel Fishh)
- 2008 : Gold Bones
- 2008 : The Unfortunate Affairs of Mary and Earl
- 2011 : Daytrotter Sessions
- 2012 : Never Be Lost
- 2013 : This City Ain't Just a Skyline
- 2016 : SIKE!

### Singles
- 2013 : This Is the Place
- 2013 : The Rainmakers b/w Fallen Streets (avec Rickolus)
- 2013 : Please Go b/w Mmmmmhmmmmm (avec P.O.S)
- 2017 : The Dirt Bike

### Mixtapes
- 2010 : Dancehall Horn Sound!! (avec DJ Fishr Pryce)